# Vehmersalmi (quartier)
Vehmersalmi est un quartier de Kuopio en Finlande.

## Description
Vehmersalmi est le 42e quartier de Kuopio, formé de l'ancien village de Vehmersalmi et de l'ancien village de vacances de Ritoniemi.
Le quartier est situé à environ 35 km au sud-est du centre-ville de Kuopio à vol d'oiseau et à 50 km par la route.
Dans le quartier de Vehmersalmi, on trouve entre autres la crèche Poiju, l’école de Vehmersalmi, la maison des jeunes, la bibliothèque de Vehmersalmi, le centre médical de Vehmersalmi, la caserne des pompiers, l’église de Vehmersalmi et le cimetière.

## Lieux et monuments

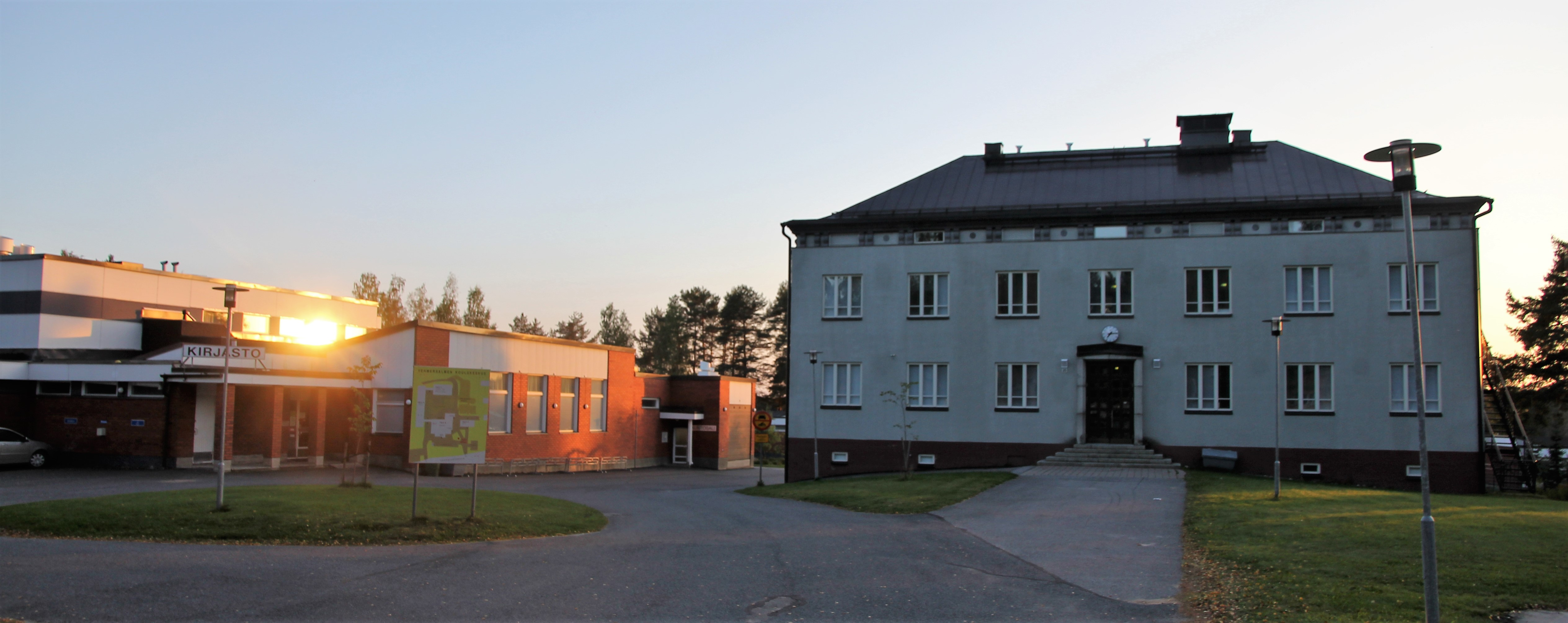
École de Vehmersalmi (Vehmersalmenkatu 27).
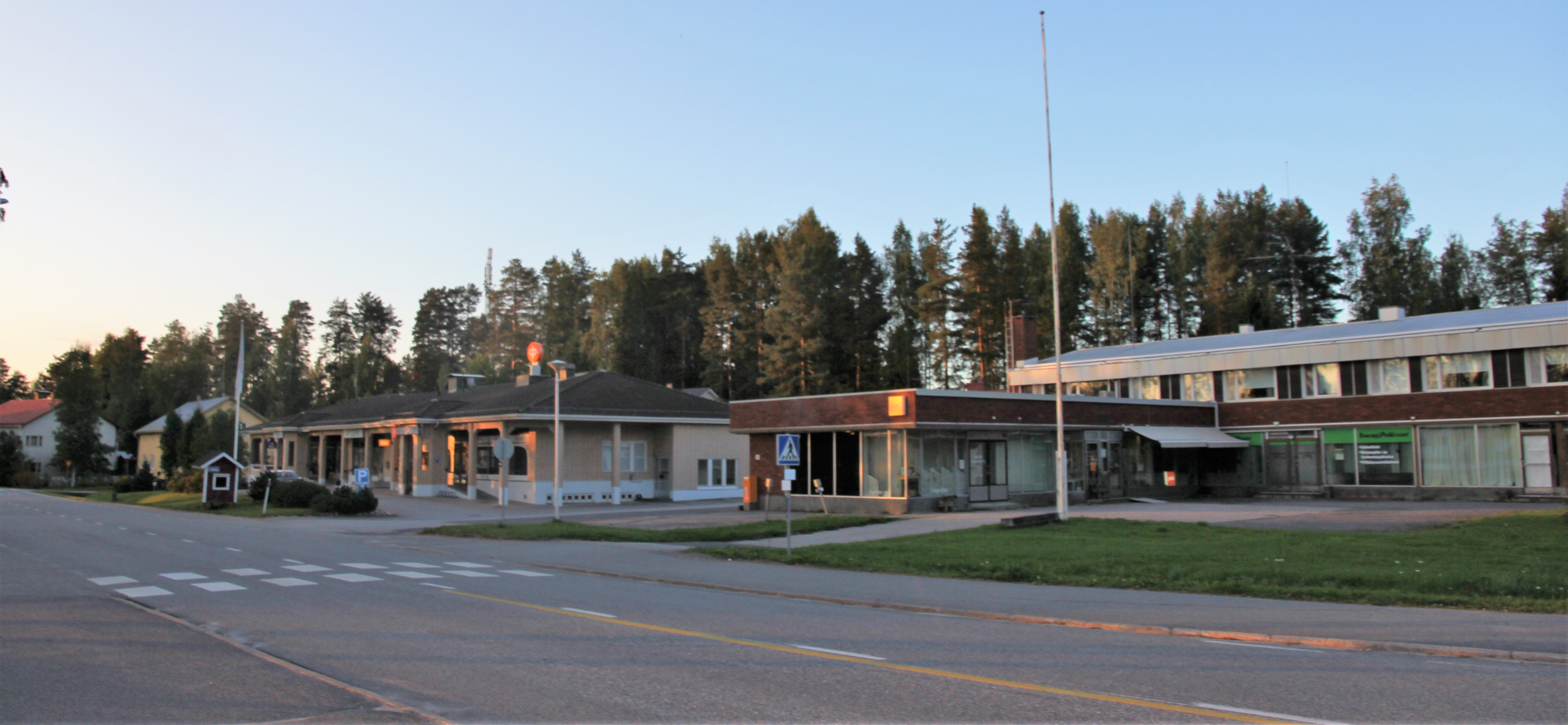
Centre commercial de Vehmersalmi.
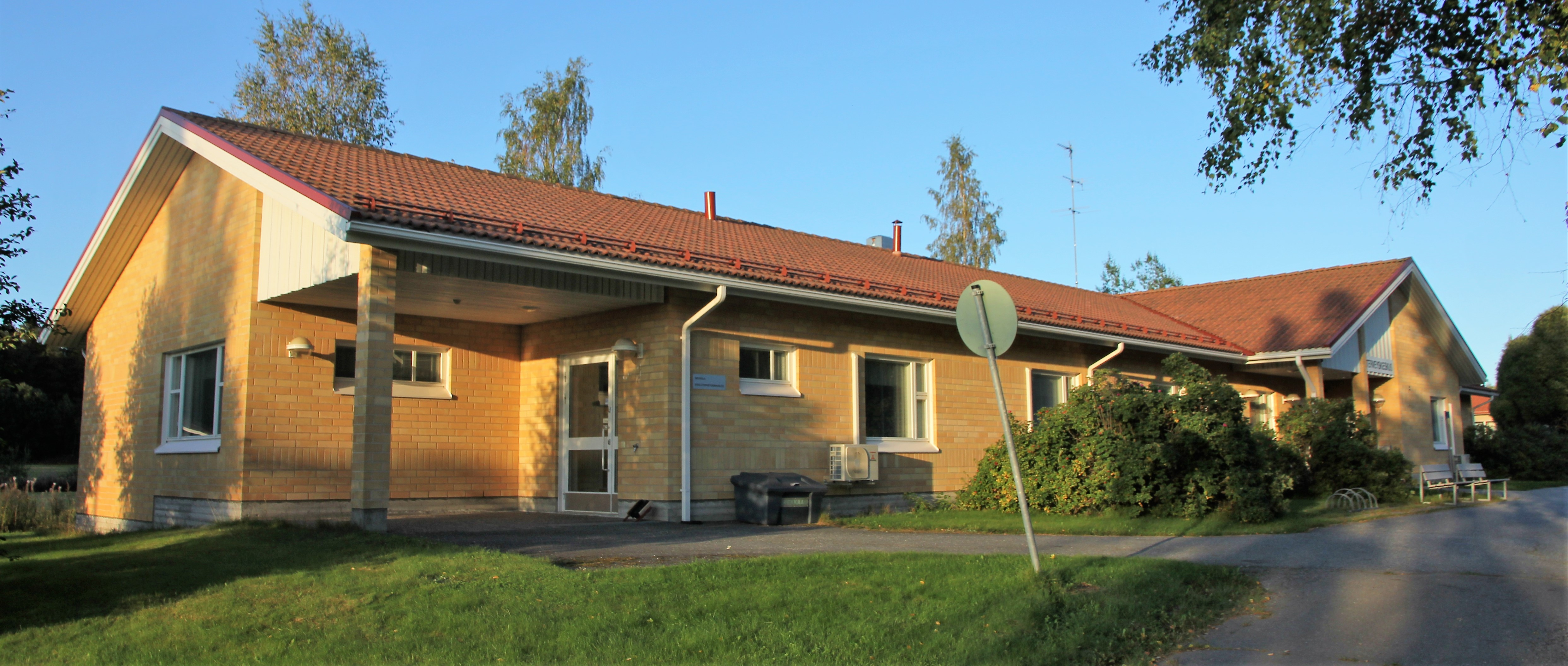
Centre médical (Vehmersalmenkatu 10).